# Цврчци
Цврчци (Cicadidae) су породица крилатих инсеката, са више од 3.200 врста широм света. Најстарији познати дефинитивни фосили су из палеоцена, при чему је нимфа из кредног бурманског јантара приписана овој фамилији, мада исто тако може да припада фамилији Tettigarctidae.
Цврчци могу бити различите величине. Имају мембранозна крила, уста су им подешена за бодење и сисање, а хране се биљним соковима. Многе врсте имају апарат за цврку на првом трбушном пршљену (зато су и добили назив цврчци). Неке врсте скачу, а велики број живи у шуми. Познатије крупне форме су: Cicada plebeja L. и Tettigia orni L. које средином лета производе познату монотону цврку.

## Потпородице
Потпородице и племена које укључује ова породица:
Потпородица Cicadettinae Buckton, 1890
- Племе Aragualnini Sanborn, 2018
- Племе Carinetini Distant, 1905
- Племе Chlorocystini Distant, 1905
- Племе Cicadatrini Distant, 1905
- Племе Cicadettini Buckton, 1890
- Племе Hemidictyini Distant, 1905
- Племе Katoini Moulds & Marshall, 2018
- Племе Lamotialnini Boulard, 1976
- Племе Nelcyndanini Moulds & Marshall, 2018
- Племе Pagiphorini Moulds & Marshall, 2018
- Племе Parnisini Distant, 1905
- Племе Pictilini Moulds & Hill, 2018
- Племе Prasiini Matsumura, 1917
- Племе Taphurini Distant, 1905

Потпородица Cicadinae Latreille, 1802
- Племе Arenopsaltriini Moulds, 2018
- Племе Burbungini Moulds, 2005
- Племе Cicadini Latreille, 1802
- Племе Cicadmalleuini Boulard & Puissant, 2013
- Племе Cosmopsaltriini Kato, 1932
- Племе Cryptotympanini Handlirsch, 1925
- Племе Cyclochilini Distant, 1904
- Племе Distantadini Orian, 1963
- Племе Dundubiini Distant, 1905
- Племе Durangonini Moulds & Marshall, 2018
- Племе Fidicinini Distant, 1905
- Племе Gaeanini Distant, 1905
- Племе Jassopsaltriini Moulds, 2005
- Племе Lahugadini Distant, 1905
- Племе Leptopsaltriini Moulton, 1923
- Племе Macrotristriini Moulds, 2018
- Племе Oncotympanini Ishihara, 1961
- Племе Orapini Boulard, 1985
- Племе Platypleurini Schmidt, 1918
- Племе Plautillini Distant, 1905
- Племе Polyneurini Amyot & Audinet-Serville, 1843
- Племе Psaltodini Moulds, 2018
- Племе Psithyristriini Distant, 1905
- Племе Sinosenini Boulard, 1975
- Племе Sonatini Lee, 2010
- Племе Talcopsaltriini Moulds, 2008
- Племе Tamasini Moulds, 2005
- Племе Thophini Distant, 1904
- Племе Tosenini Amyot & Audinet-Serville, 1843
- Племе Zammarini Distant, 1905

Потпородица Tettigomyiinae Distant, 1905
- Племе Lacetasini Moulds & Marshall, 2018
- Племе Malagasiini Moulds & Marshall, 2018
- Племе Tettigomyiini Distant, 1905
- Племе Ydiellini Boulard, 1973

Потпородица Tibicininae Distant, 1905
- Племе Chilecicadini Sanborn, 2014
- Племе Platypediini Kato, 1932
- Племе Selymbriini Moulds & Marshall, 2018
- Племе Tettigadini Distant, 1905
- Племе Tibicinini Distant, 1905

Потпородица Derotettiginae Moulds, 2019
- Племе Derotettigini Moulds, 2019